# دنی گالبریث
دنی گالبریث (انگلیسی: Danny Galbraith؛ زادهٔ ۱۹ اوت ۱۹۹۰) بازیکن فوتبال اهل بریتانیا است.
از باشگاه‌هایی که در آن بازی کرده‌است می‌توان به باشگاه فوتبال گیلینگام، باشگاه فوتبال منچستر یونایتد، باشگاه فوتبال هارت آف میدلوتیان، باشگاه فوتبال هیبرنین، و باشگاه فوتبال یورک سیتی اشاره کرد.